# Fehlerlichtbogen-Schutzeinrichtung

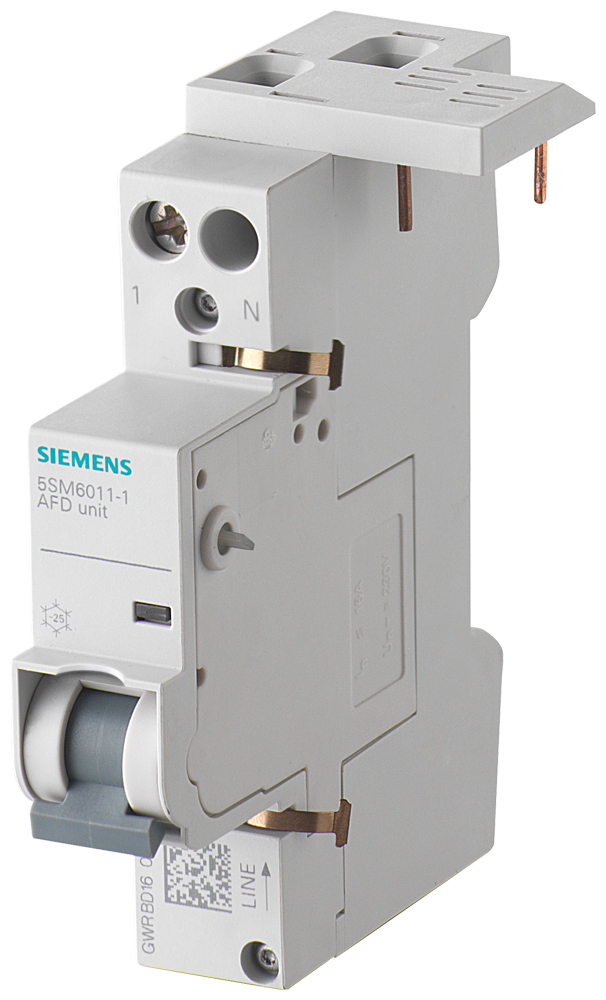
AFDD-Einheit für Hutschienenmontage zur Kombination mit anderen Schutzelementen wie Leitungsschutzschaltern.

Eine Fehlerlichtbogen-Schutzeinrichtung, umgangssprachlich auch  Brandschutzschalter oder Kontaktfehlerschalter (engl. Arc Fault Detection Device (AFDD) bzw. im nordamerikanischen Raum Arc Fault Circuit Interrupter (AFCI)) genannt, schützt Stromkreise bei Störlichtbögen und ist im engeren Sinne ein Schutzschalter gegen Kontaktfehler in der Niederspannungsinstallation.
Fehlerlichtbogen-Schutzschalter analysieren Strom- und Spannungsverlauf mittels digitaler Signalverarbeitung und unterbrechen den Stromkreis bei Signaturen, die typisch für Schwellichtbögen sind. Sie verhindern damit Überhitzungen an schlechten Kontaktstellen oder bei Überschlägen zwischen zwei Leitern und können dadurch etwa die Hälfte aller Brände verhindern, die durch Elektroinstallationen und -geräte hervorgerufen werden. Daraus leitet sich auch die umgangssprachliche Bezeichnung Brandschutzschalter ab.

## Allgemeines
Fehlerlichtbogen-Schutzeinrichtungen werden in Unterverteilungen installiert und können Störlichtbögen in Reihe und parallel zum Verbraucher detektieren.
Störlichtbögen und Kontaktprobleme in Reihe zum Verbraucher wie auch zwischen Phase und Neutralleiter sind dadurch gekennzeichnet, dass weder Überströme noch Fehlerströme entstehen. Überstromschutzeinrichtung wie Leitungsschutzschalter oder Schmelzsicherungen sprechen daher nicht an. Fehlerquellen können beispielsweise lockere Klemmen oder ein Kabelbruch sein. Insbesondere bei langdauernden höheren Betriebsströmen können an der Fehlerstelle hohe Temperaturen mit der Gefahr eines Brandes entstehen.
Störlichtbögen parallel zum Verbraucher sind dadurch gekennzeichnet, dass benachbarte elektrische Leiter fehlerhafterweise miteinander elektrischen Kontakt bekommen und einen Kurzschluss auslösen, beispielsweise infolge eines Schadens an der Kabelisolation. In diesem Fall wird der Strom bei fehlerhafter Isolation mit der Zeit höher als der Betriebsstrom, ab Auftreten eines Lichtbogens ist der Strom dann nur durch die Schleifenimpedanz begrenzt. Es kommt erst nach gewisser Zeit zur Auslösung der Überstromschutzeinrichtung, nämlich erst dann, wenn die Isolation durch Pyrolyse soweit geschädigt ist, dass das zurückbleibende Graphit bei hoher Temperatur niederohmig wird und einen Lichtbogen befördert. Nur bei einem Erdschluss löst der Fehlerstromschutzschalter (RCCB) sofort aus. Ein AFDD kann den Fehler im ersteren Fall bereits dann erkennen, wenn der verkohlte Isolierstoff partiell zu leiten beginnt und vermeidet durch Abschalten hohe thermische Energien und Folgeschäden an der Fehlerstelle.
AFDDs sind in Europa für die üblichen 230 V Betriebsspannung ausgelegt. Die Bemessungsströme (In) werden auf Werte zwischen 6A und 63A festgelegt. AFDDs gibt es als Einzelgerät oder in Kombination mit einem Leitungsschutzschalter und/oder einem Fehlerstrom-Schutzschalter. Die im US-amerikanischen Raum verwendeten Arc Fault Circuit Interrupter (AFCI) sind auf dem dortigen Markt seit Ende der 1990er-Jahre verfügbar und durch den National Electrical Code seit 2008 für den Schutz von Wohnräumen vorgeschrieben. Ein weiteres Anwendungsfeld findet sich in der Avionik (Stromversorgung in Flugzeugen).

## Funktionsweise

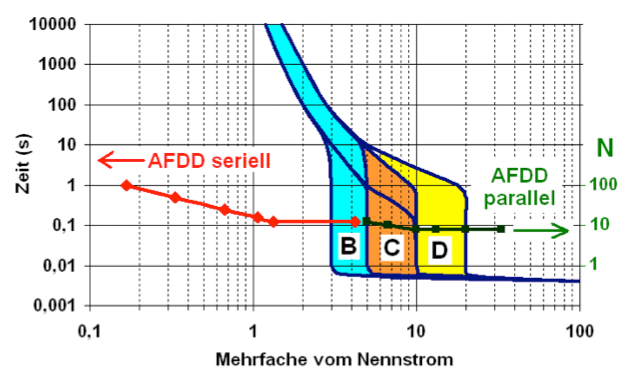
Auslösecharakteristik als Strom-Zeit-Kennlinie eines AFDD und dazu im Vergleich mit farbigen Flächen Leitungsschutzschalter mit Charakteristik B, C und D

Zur Ermittlung, ob ein Störlichtbogen vorliegt, werden vom AFDD der Spannungs- und Stromverlauf über die Zeit gemessen und mittels digitaler Signalverarbeitung bewertet. Insbesondere der Stromverlauf weist bei Kontaktproblemen charakteristische, hochfrequente Komponenten auf. Diese Auswertung ist notwendig, da im normalen Betrieb auch reguläre Schwankungen im Stromverlauf, Oberschwingungen und transiente Stromverläufe beim Einschaltvorgang von Verbrauchern nicht zu einer fehlerhaften Auslösung führen dürfen.
Bei Störlichtbögen in Reihe zum Verbraucher verläuft die Strom-Zeit-Kennlinie des AFDD im Bereich von 0,1 bis 1 Sekunden, Leitungsschutzschalter können solche Fehler nicht erkennen. Im weiteren Verlauf der Auslösekennlinie des AFDD ist erkennbar, dass die Auslösezeit von 0,1 Sekunden aufgrund der Auswertalgorithmen nicht unterschritten wird. Für parallele Störlichtbögen bedeutet das, dass der AFDD nur dann als erster auslöst, wenn der Fehlerstrom langsam ansteigt, was oft der Fall ist. Bei Erdschluss löst der Fehlerstromschutzschalter schneller aus. Bei Kurzschluss löst der Leitungsschutzschalter nur dann eher aus, wenn der Fehlerstrom sehr schnell auf hohe Werte ansteigt.

### Elektronik
AFDDs besitzen aktive Bauteile, welche über ein integriertes Netzteil mit Strom versorgt werden. Sie sind mit zwei Haupt-Erfassungsstufen ausgestattet, um Niederfrequenz (NF) und Hochfrequenz (HF) in einem Frequenzband von 10 MHz im Leitungsstrom zu erkennen. Ein digitaler Signalprozessor (DSP) analysiert mittels geeigneter Algorithmen kontinuierlich die Eingangssignale der beiden Erfassungsstufen nach einzigartigen Merkmalen, die auf das Vorhandensein eines Fehlerlichtbogens in der Leitung schließen lassen. Wird ein Fehlerlichtbogen erkannt, schaltet der DSP einen elektronischen Auslöser mit einem Thyristor ein, der auf die Mechanik wirkt, diese auslöst und die Hauptkontakte öffnet.
Gemäß der Produktnorm VDE 0665-10 (IEC/EN 62606) muss ein AFDD mit mindestens einer Testfunktion ausgestattet sein, um die Funktion der elektronischen Schaltung des AFDD überprüfen zu können. Die kann eine Testtaste, einen internen Selbsttest oder eine Kombination umfassen. Die Testtaste wirkt auf den integrierten Signalprozessor und dieser erzeugt ein elektronisches Signal, welches die realen Eigenschaften eines Fehlerlichtbogens simuliert und den AFDD zum Auslösen bringen muss. Ein interner Selbsttest überwacht alle elektronischen Komponenten wie etwa analoge Schaltungen, Peripheriegeräte oder den Speicher. Ein dabei festgestellter Fehler wird über eine Leuchtdiode signalisiert, ohne den AFDD auszulösen. Bei Ausfall der Elektronik eines AFDD sind die physikalischen Auslöser gegen Überlast, Kurzschluss und ggf. Fehlerstrom weiter funktionsfähig.

## Normenlage

### Deutschland

#### DIN VDE 0100-420: 2019-10
Im Oktober 2019 erschien die Neuauflage der DIN VDE 0100-420, wobei die Anwendungsbereiche für AFDDs grundsätzlich überarbeitet wurden. Bis zum Ende der Übergangsfrist am 30. September 2021 konnten daher beide Fassungen der Norm von Februar 2016 und von Oktober 2019 verwendet werden. Dies galt für alle in Planung oder in Bau befindlichen Anlagen.
Nach DIN VDE 0100-420:2019-10 werden AFDDs in folgenden Bereichen empfohlen:
- Räume mit Schlafgelegenheit (Bsp.: Kinderzimmer, Pflegeheime, Hotels)
- Räume oder Orte mit besonderem Brandrisiko nach Musterbauordnung (MBO) (feuergefährdete Betriebsstätten)
- Räume oder Orte aus Baustoffen mit geringerem Feuerwiderstand als feuerhemmend (F30 nach DIN 4202-2)
- Räume oder Orte mit Gefährdung von unersetzbaren Gütern (Bsp.: Museen, Nationaldenkmäler, Bahnhöfe, Flughäfen, Archive, Galerien, Baudenkmäler)

Wird in den aufgeführten Anwendungsbereichen kein AFDD eingesetzt, ist zu überprüfen, ob ein besonderes Risiko durch die Auswirkung von Fehlerlichtbögen vorliegt. Hierfür ist in der Planungsphase eine Risiko- und Sicherheitsbewertung durchzuführen. Die DKE verweist hierfür auf drei mögliche Vorlagen, die je nach Anwendungsfall ausgewählt werden können:
1. „Anwendungsgerechtes Beispiel einer Sicherheits- und Risikobewertung anhand der Methodik einer FMEA“ des ZVEH[5]
2. „Praxishilfe zur Risiko- und Sicherheitsbewertung für Räume und Orte aus üblichen Holztafel- bzw. Holzrahmen-, Holzskelett- und Holzmassivbauweisen“ des Bundesverband Deutscher Fertigbau (BDF)[6]
3. „Fehlerlichtbogen-Schutzeinrichtung (AFDD)“ des Arbeitskreises Maschinen- und Elektrotechnik staatlicher und kommunaler Verwaltungen (AMEV) zur AMEV-Empfehlung „EltAnlagen 2015“

Werden Risiken nach der Durchführung einer Risikobewertung festgestellt, können bauliche, organisatorische oder anlagentechnische Maßnahmen ergriffen werden. Der Einsatz eines AFDD stellt nach VDE 0100-420 eine geeignete anlagentechnische Maßnahme dar. Liegt zum Zeitpunkt der Erstprüfung von elektrischen Anlagen nach DIN VDE 0100-600 keine Risiko- und Sicherheitsbewertung vor, kann dies als Mangel angesehen werden.
Für die Bewertung der Rechtsverbindlichkeit von Normen wird auf das DIN verwiesen.
Die Begrenzung auf 16A Bemessungsstrom der Endstromkreise ist entfallen.

#### Historie
Der AFDD wurde zum ersten Mal in der DIN VDE 0100-420: 2013-02 erwähnt. Verpflichtend musste keine Fehlerlichtbogenschutzeinrichtung eingesetzt werden, wurde aber für bestimmte Bereiche empfohlen. Mit der Neuveröffentlichung im Februar 2016 wurde diese Empfehlung in einen verpflichtenden Einbau von AFDD in
- Schlaf- und Aufenthaltsräumen von Heimen,
- Barrierefreien Wohnungen nach DIN 18040-2,
- Räumen mit einem hohen Feuerrisiko (aufgrund gelagerter Materialien oder der verwendeten Baustoffe),
- Räumen mit Gefährdung für unersetzbares Kulturgut (Bsp.: Museum).

Vorzusehen war die Fehlerlichtbogen-Schutzeinrichtung in allen einphasigen Wechselstromkreisen bis einschließlich 16A.
Im Februar 2018 wurde mit der Berichtigung (VDE 0100-420 Ber 1) klargestellt, dass Holzhäuser nicht pauschal als feuergefährdet angesehen werden können. Daraufhin wurde die beispielhafte Erwähnung von Holzhäusern gestrichen.

### Österreich
Mit der Veröffentlichung der OVE E 8101:2019-01-01 wurde auch für Österreich der Einsatz von Fehlerlichtbogen-Schutzeinrichtungen grundlegend überarbeitet. Für Hausinstallationen und ähnliche Anwendungen sind Endstromkreise bis einschließlich 16A mittels AFDD zusätzlich abzusichern wenn:
- es sich um Schlafräumen von Heimen für behinderte oder alte Menschen oder Schlafräumen von Kindergärten;
- Räumen oder Orten mit einem Brandrisiko durch verarbeitete oder gelagerte Materialien

handelt.
Eine Empfehlung für den Einsatz von AFDDs ergibt sich für
- alle weiteren Schlafräume (z. B. im privaten Bereich, Hotels)
- Räumen oder Orten mit Gefährdungen für unersetzbare Güter.

### International
In der internationalen Installationsnorm IEC 60364-4-42:2010, mit der Änderung 1 von 2014, wurde auch auf internationaler Ebene der Einsatz von AFDD für bestimmt Endstromkreise empfohlen. Diese sind äquivalent zu den in der deutschen Norm (DIN VDE 0100-420:2019-10) beschriebenen Anwendungsbereichen.

## Diskussion

### AMEV
Im Zuge der Einführung von AFDD's veröffentlichte der Arbeitskreis Maschinen- und Elektrotechnik staatlicher und kommunaler Verwaltungen (AMEV) beim Bundesministerium des Innern, für Bau und Heimat (BMI) im Juni 2017 (zu dieser Zeit noch angegliedert an das damalige Bundesministerium für Umwelt, Naturschutz, Bau und Reaktorsicherheit (BMUB)) die 1. Ergänzung zur 2015 erschienenen Broschüre Planung und Bau von Elektroanlagen in öffentlichen Gebäuden („EltAnlagen 2015“). Darin heißt es auf Seite 4, dass:

„Die DIN VDE 0100-420:2016-02 (…) keine technische Regel [ist], die aufgrund der Landesbauordnungen als Technische Baubestimmung eingeführt ist. Die Vorgaben der DIN VDE 0100-420:2016-02 im Abschnitt 421.7 sind pauschal und undifferenziert. Sie berücksichtigen unzureichend die baulichen, technischen und nutzungsspezifischen Randbedingungen und Besonderheiten der öffentlichen Gebäude. Zudem ist derzeit keine Marktdurchdringung von AFDDs festzustellen und die Praxistauglichkeit offen. In der vorliegenden Fassung wird der Abschnitt 421.7 der DIN VDE 0100-420:2016-02 nicht als allgemein anerkannte Regel der Technik eingestuft.“

Die DKE veröffentlichte in einer Verlautbarung zur DIN VDE 0100-420 im Bezug zur Rechtssicherheit hingegen folgendes:

„Eine anerkannte Regel der Technik ist nach DIN EN 45020:2007-03 eine technische Festlegung, die von einer Mehrheit repräsentativer Fachleute als Wiedergabe des Standes der Technik angesehen wird. [...] Ein normatives Dokument zu einem technischen Gegenstand wird zum Zeitpunkt seiner Annahme als der Ausdruck einer anerkannten Regel der Technik anzusehen sein, wenn es in Zusammenarbeit der betroffenen Interessen durch Umfrage- und Konsensverfahren erzielt wurde.“

Der AMEV empfiehlt als Handlungsanweisung für Räume und Orte, für die keine AFDD's normativ gefordert sind, auch keine AFDDs zu planen oder zu installieren. Für durch die Norm betroffene Räume und Orte sollte bei der Planung einzelfallbezogen entschieden werden, ob AFDDs vorzusehen sind. Dazu ist eine Risiko- und Sicherheitsbewertung durchzuführen und das Ergebnis zu dokumentieren. Ergibt sich dabei ein erhöhter Risikowert, so sind geeignete bauliche, technische und organisatorische Maßnahmen zu prüfen, um das Risiko zu senken. Sind Maßnahmen zur Risikosenkung nicht wirtschaftlich, dann sind AFDD's einzusetzen. Zur Beurteilung des Risikowertes hat der AMEV eine Bewertungsmatrix aufgestellt.
Auch aufgrund des Widerstandes des AMEV kam es 2010 zur Neuveröffentlichung der DIN VDE 0100-420: 2019-10.